# Centaurea halacsyi
Centaurea halacsyi là một loài thực vật có hoa trong họ Cúc. Loài này được Dörfl. mô tả khoa học đầu tiên năm 1901.